# Żabka (sieć sklepów)

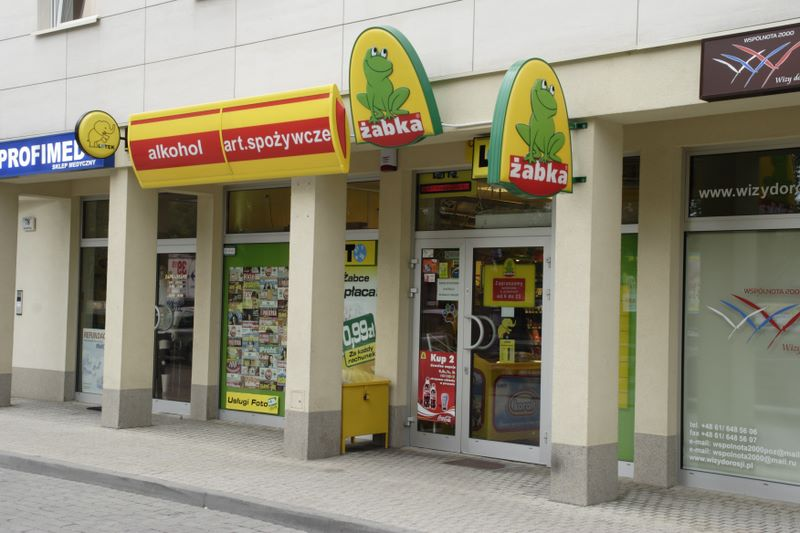
Sklep sieci Żabka w Poznaniu przy ul. Bukowskiej z obowiązującym do 2016 roku logo

Żabka – sieć niewielkich sklepów spożywczych (typu convenience) działających w Polsce na zasadzie franczyzy, utworzona w 1998 roku. W ramach sieci Żabka w Polsce funkcjonuje ponad 11 000 sklepów. Placówki sieci są prowadzone przez przeszło 9000 franczyzobiorców.
Centrala spółki Żabka Polska sp. z o.o. prowadzącej sieć mieści się w Poznaniu. Sieć sklepów Żabka obsługiwana jest przez siedem centrów logistycznych, które zlokalizowane są w Plewiskach, Tychach, Nadarzynie, Pruszczu Gdańskim, Szałszy, Komornikach oraz Tyńcu Małym.

## Historia

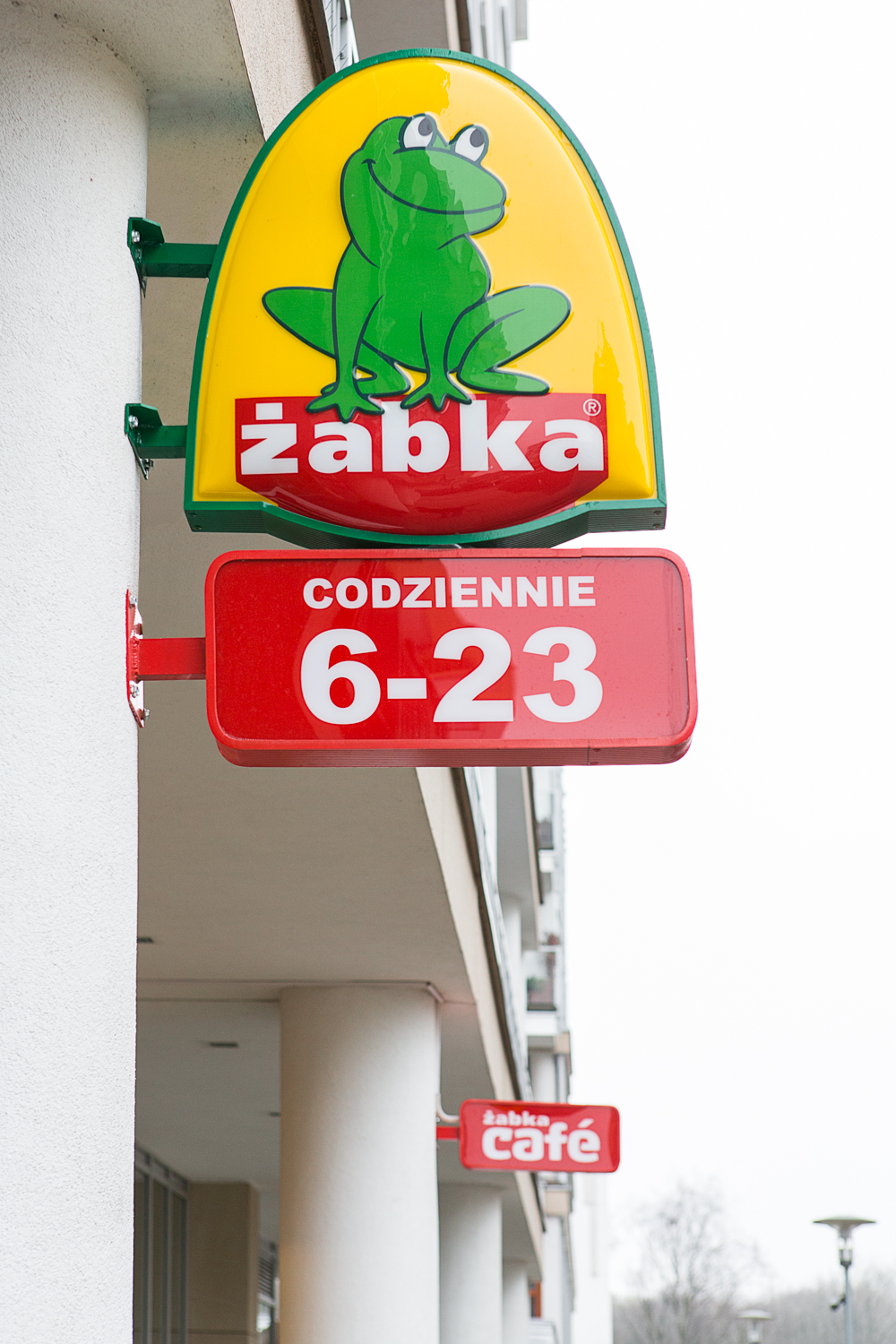
Sklep sieci Żabka w Warszawie, z obowiązującym do 2016 roku logo

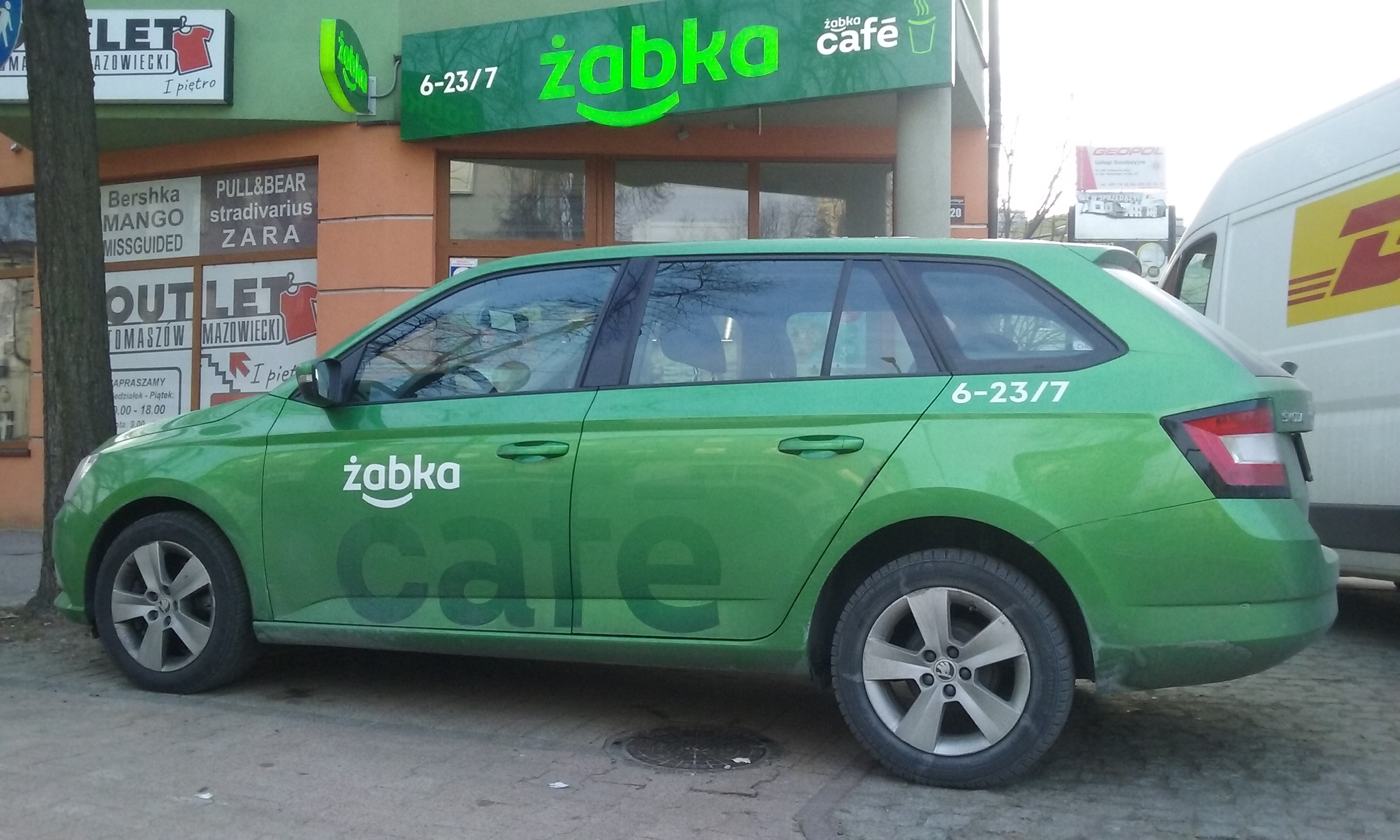
Samochód serwisowy sieci

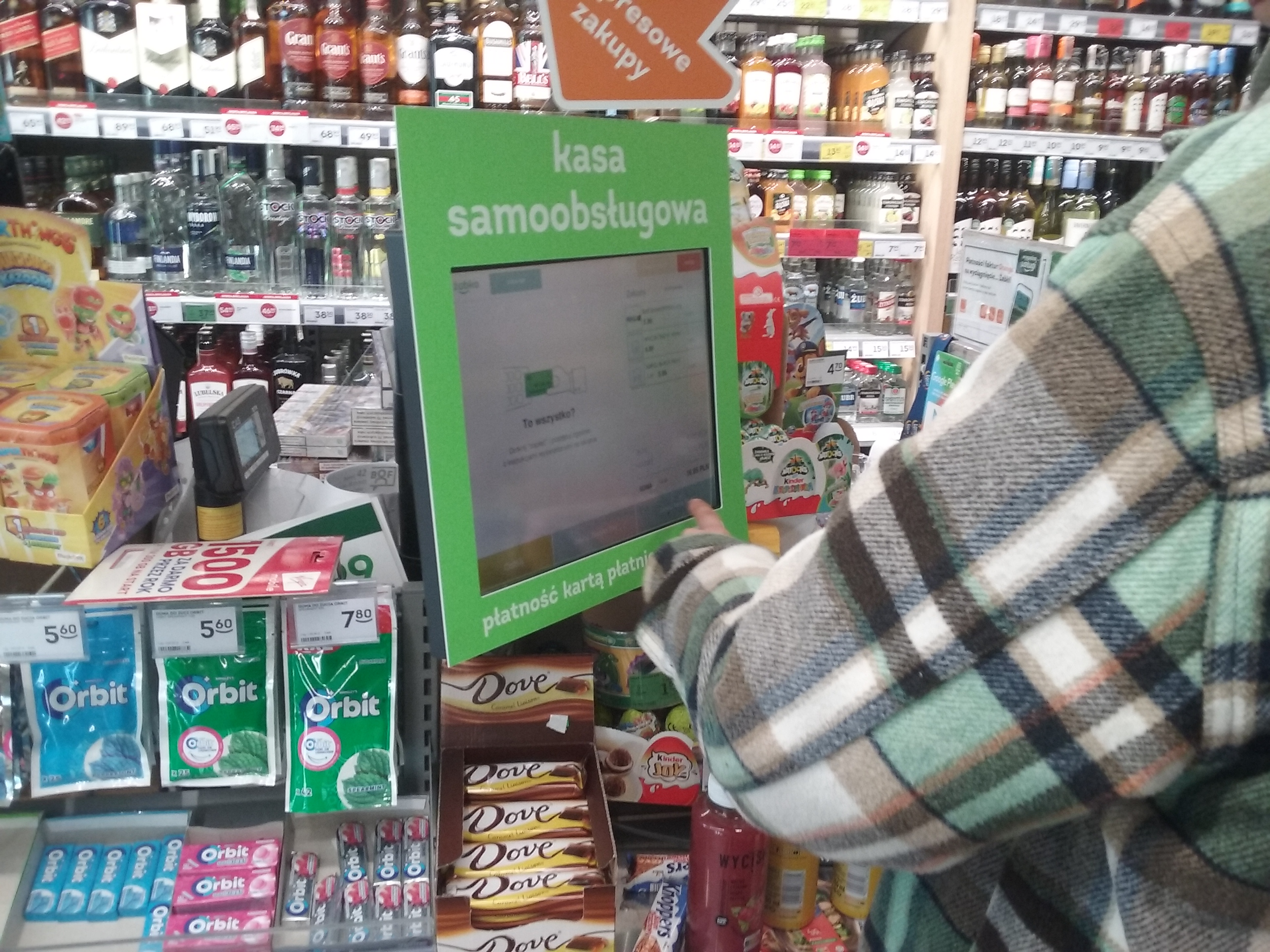
Jedna z kas samoobsługowych wprowadzonych przez sieć w 2022 roku

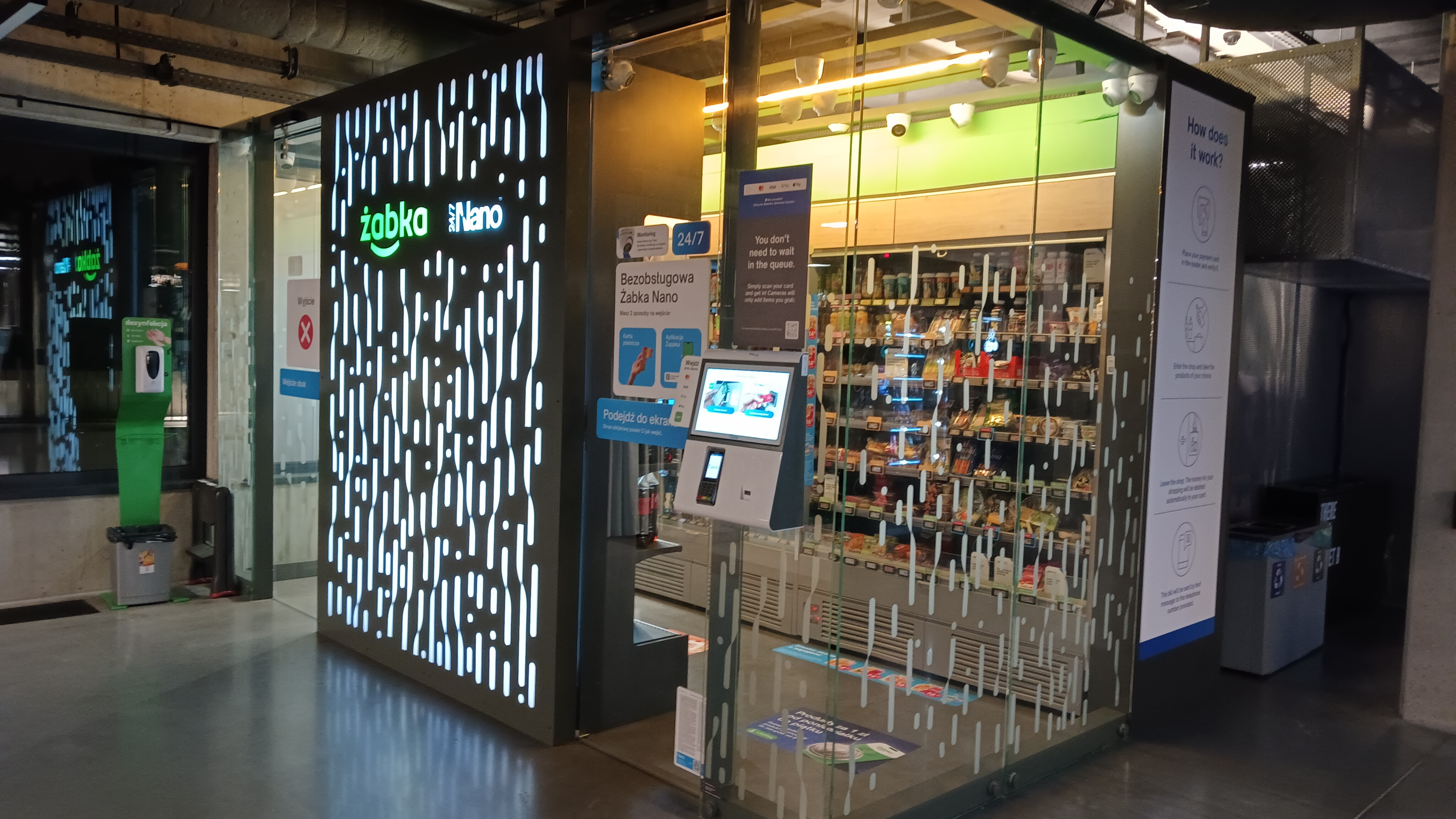
Żabka Nano 24/7. Autonomiczny sklep bez ludzkiej obsługi. Format wprowadzony przez sieć w 2021 roku

W 1998 roku w Poznaniu i Swarzędzu powstało pierwszych siedem eksperymentalnych sklepów Żabka. W tym samym roku podjęto decyzję o stworzeniu ogólnopolskiej sieci sklepów typu convenience. Sieć ta została stworzona przez Mariusza Świtalskiego, byłego właściciela firmy Elektromis oraz założyciela hurtowni Eurocash oraz sklepów Biedronka. Punkty sprzedaży Żabki otwierane były w miejscowościach powyżej 5 tys. mieszkańców i w październiku 2005 roku działało ich już na rynku 1700.
Od 2006 do kwietnia 2015 roku prezesem spółki był Jacek Roszyk, który wcześniej rozwijał także sieć dyskontów Biedronka. W maju 2007 roku Mariusz Świtalski sprzedał sieć Żabka czeskiemu inwestorowi Penta Investments. 30 maja 2008 roku doszło do połączenia dwóch spółek: Żabka Polska SA i Anura SA, poprzez przejęcie przez spółkę Anura spółki Żabka Polska.
W 2009 roku Żabka Polska otworzyła nową sieć sklepów convenience w konwencji deli (oferujące markowe produkty FMCG oraz usługi, których asortyment został poszerzony o dania gotowe oraz ciepłe przekąski i produkty ekologiczne) pod marką Freshmarket.
W maju 2011 roku fundusz inwestycyjny Mid Europa Partners zakupił 100% udziałów w Żabka Polska.
W 2012 roku w ramach programu „Sklep za czynsz” spółka Żabka Polska przejęła sklepy pomorskiej sieci Zatoka, a rok później wcieliła w swoje struktury pięć lokalnych sieci handlowych: Agap, Torg, PS Food, Dobry Wybór oraz Społem Zabrze. W 2014 roku firma przejęła kolejną sieć handlową – Kefirek. Umowa inwestycyjna objęła kilkadziesiąt sklepów, zlokalizowanych głównie w Krakowie, które zostały włączone do sieci Żabka lub Freshmarket. W kwietniu 2015 prezesem spółki Żabka Polska został Krzysztof Andrzejewski.
W 2016 roku sieć Żabka została oficjalnym sponsorem Polskiego Komitetu Olimpijskiego i Polskiej Reprezentacji Olimpijskiej Rio 2016.
W lutym 2017 roku właścicielem sieci Żabka została CVC Capital Partners – jedna z największych firm private equity i doradztwa inwestycyjnego na świecie.
W 2016 roku sieć Żabka rozpoczęła przebudowę swoich placówek, a w latach 2017–2018 przeszła rebranding. Zmienione zostało logo sieci oraz identyfikacja wizualna – dawna żółto-zielona kolorystyka została zastąpiona zieloną, a we wnętrzach pojawiły się drewniane elementy dekoracyjne. Zmieniony został układ sklepu oraz rozkład półek. W asortymencie pojawiły się marki własne, zdrowe przekąski, dania gotowe i produkty śniadaniowe. W wybranych punktach powstały stoiska Żabka Café, oferujące kawę, fast food (hot dogi) i ciepłe przekąski. Dzięki podpisaniu umowy z Pocztą Polską na odbieranie przesyłek, wszystkie sklepy zyskały status placówek pocztowych, co pozwoliło im na uniknięcie wprowadzonego przez rządy Zjednoczonej Prawicy zakazu handlu w niedzielę. 
W 2018 roku Żabka Polska otworzyła 5300. sklep, w tym pięćsetną placówkę w Warszawie. Firma ogłosiła również koncepcję „Sklepu jutra”, łączącą rozwiązania mające usprawnić robienie zakupów i zarządzanie placówkami.
Od 2018 roku struktura organizacyjna Żabki oparta jest na strukturze spółki z ograniczoną odpowiedzialnością. Od marca 2016 roku prezesem i dyrektorem generalnym spółki jest Tomasz Suchański.
Podjęto decyzję o tym, aby do końca 2019 roku wszystkie sklepy Freshmarket przeszły pod szyld Żabki. W styczniu 2020 centralę Żabki przeniesiono do nowego biurowca w kompleksie Nowy Rynek przy ulicy Matyi, gdzie miejsce pracy ma 800 osób.
W październiku 2020 roku zakończono rozpoczęty w 2016 remodeling sklepów sieci Żabka i odtąd wszystkie sklepy posiadają taki sam wygląd, zarówno jeśli chodzi o logo, jak i wystrój wewnątrz sklepu.
W 2021 na terenie Trójmiasta funkcjonowało ponad 340 placówek handlowych tej sieci.
22 grudnia 2022 sieć Żabka pochwaliła się dziewięciotysięcznym i dziewięć tysięcy pierwszym lokalem; uruchomiono je w nowym formacie, opartym na pawilonach, dostosowane są dla kierowców; znajdują się przy autostradzie A2. Niecały rok później, w październiku 2023 roku, Żabka otworzyła dziesięciotysięczny sklep, w którym dostępny jest robiący hot-dogi robot Robbie.

## Wyniki finansowe
| Rok  | Przychód (mld zł) | Dochód (mln zł) | Podatek należny (mln zł) |
| ---- | ----------------- | --------------- | ------------------------ |
| 2018 | >6,9              | –               | –                        |
| 2016 | 6,5               | 138             | 4,7                      |
| 2015 | 5,9               | -9              | 0                        |
| 2014 | 5,3               | -150            | 0                        |
| 2013 | 4,1               | -37             | 0                        |
| 2012 | 3,3               | -30             | 0                        |

## Nagrody i wyróżnienia
na podstawie m.in.

### 2009
- Złoty Laur w konkursie[32] „Przedsiębiorstwo na Medal” przyznany sieci sklepów Żabka
- Tytuł „Lider Informatyki”[33] dla firmy Żabka Polska
- Tytuł „Market roku”[34] dla sieci sklepów Żabka

### 2010
- Laur Konsumenta „Odkrycie Roku” dla sieci Freshmarket
- Tytuł „Jakość roku”[35] Polskiego Centrum Badań i Certyfikacji dla firmy Żabka Polska
- Tytuł „Market roku”[36] dla sieci sklepów Żabka

### 2011
- Tytuł „Najwyższa Jakość” dla marki Freshmarket
- „Dobra Marka” 2011 dla sieci sklepów Żabka
- „Market Roku” 2011 dla sieci Freshmarket
- Tytuł „Solidny Pracodawca Roku” 2011.

### 2012
- „Konsumencki Lider Jakości” dla sieci sklepów Żabka
- Tytuł „Najwyższa Jakość” 2012 dla firmy Żabka Polska
- 96. miejsce rankingu – 500 największych firm Rzeczpospolitej
- 95. miejsce w rankingu 2000 największych firm w Polsce Rzeczpospolitej..

### 2013
- Tytuł „Marki Wysokiej Reputacji” w badaniu PremiumBrand 2013
- „Złoty orzech” dla prezesa firmy Żabka Polska
- Tytuł „Retailer of The Year” 2012 w kategorii convenience
- 69 miejsce rankingu – 500 największych firm Rzeczpospolitej

### 2014
- Tytuł „Convenience Retailer of The Year” 2014
- Tytuł „Osobowość Roku” w kategorii handel i dystrybucja dla prezesa firmy Żabka Polska
- Tytuł „Gracz Roku” dla prezesa firmy przyznany przez Magazyn Forbes
- 73. miejsce w rankingu 2000 największych firm w Polsce Rzeczpospolitej

### 2015
- 55 miejsce dla Żabka Polska w rankingu 500 największych firm „Rzeczpospolitej
- Tytuł „Market roku 2015” dla sklepu Żabka we Wrocławiu w konkursie organizowanym przez portal „Wiadomości Handlowe”
- Tytuł „Gracz Roku” dla Prezesa Firmy przyznany przez Magazyn Forbes

### 2016
- Tytuł “Retailer of the Year 2016” – Wybrany przez dostawców w kategorii: sklep małego formatu
- Nagroda Effie Awards za kampanię „Żabka – Mały wielki sponsor”
- Żabka Polska znalazła się na światowej liście sieci convenience wartych obserwowania w 2016 roku według IGD Retail Analysis
- Tytuł „Market roku 2016” dla dwóch sklepów Żabka w Warszawie i Krakowie przyznany w konkursie organizowanym przez portal „Wiadomości Handlowe”

### 2017
- Tytuł „Spółka Portfelowa PE Roku” przyznany na prestiżowej gali Diamenty Private Equity
- Tytuł „Market Roku – „Najbardziej innowacyjny koncept handlowy” w konkursie organizowanym przez „Wiadomości Handlowe”
- Tytuł „Market Roku – „Małoformatowy sklep spożywczy” dla sklepu Żabka w Warszawie w konkursie organizowanym przez portal „Wiadomości Handlowe”

### 2018
- Nagroda Digital Excellence Awards 2018 przyznana Sieci Żabka za zaprezentowany „Sklep Przyszłości”
- Tytuł „Innowator Rynku Spożywczego” za stworzenie koncepcji „Sklepu jutra”, opartej na elementach sztucznej inteligencji
- Nagroda Digital Champions w kategorii „Cyfrowa Transformacja” przyznana za koncepcję „Sklepu Jutra” w konkursie Polskiej Izby Informatyki i Telekomunikacji
- Tytuł „Market Roku – Najbardziej Innowacyjny Koncept Handlowy”. Nagrodę przyznano podczas 11. Kongresu Rynku FMCG Market Roku 2018
- Nagroda SAP CEE Quality Awards brązowy medal w kategorii Business Transformation w 10. edycji SAP CEE Quality Awards
- Nagroda Digital Shaper 2018 dla Tomasza Blicharskiego, Wiceprezesa Zarządu ds. Finansowych i Rozwoju w firmie Żabka Polska przyznawana przez Digital Academy
- 40 miejsce dla Żabka Polska w rankingu 500 największych firm „Rzeczpospolitej”

### 2019
- Retail Business Awards, przyznawane przez Wydawnictwo Gospodarcze oraz Business Centre Club za innowacyjność oraz wpływ na rozwój gospodarki w Polsce
- Market Roku za nowoczesny koncept franczyzowy oraz Market Roku za innowacyjny koncept handlowy
- Tytuł „Marka Roku 2018” przyznana przez miesięcznik „Media & Marketing Polska”[37]

## Kontrowersje

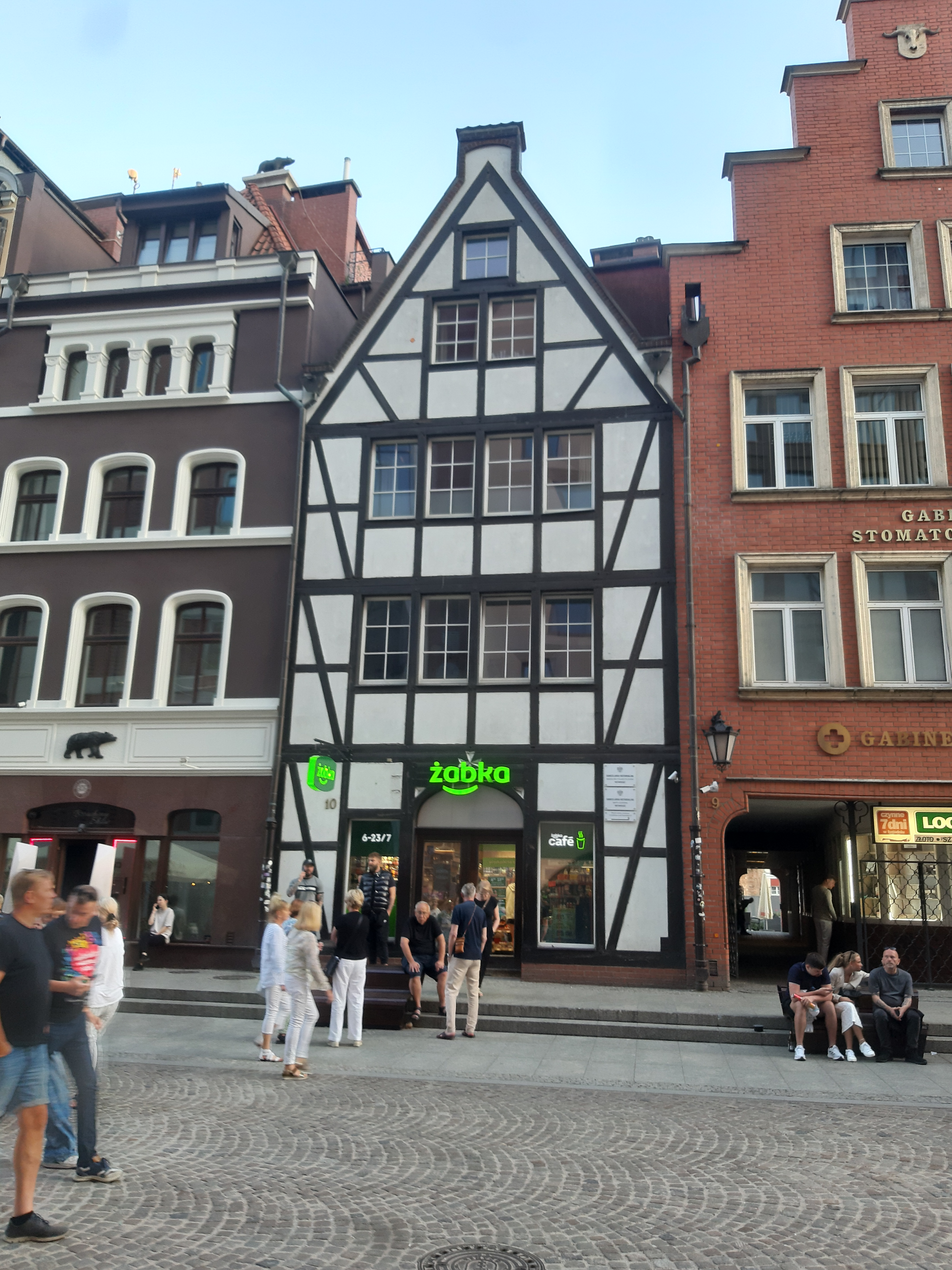
Żabka w Gdańsku

Według krytyków model biznesowy Żabki polega na przerzucaniu odpowiedzialności na ajentów, przez co popadają w długi. Marża wynosi 5% na wyroby tytoniowe, 15% na produkty z kategorii świeże (nabiał, dania gotowe, kawa, hot-dogi itp.) napoje, artykuły spożywcze, słone przekąski, batony, czekolady. Ajent musi również podpisać weksel in blanco. Sama Żabka narzuca ajentom, co mają sprzedawać, więc wiele produktów traci ważność i nie przynosi zysków. To z kolei tworzy dług w stosunku do korporacji. Według mediów i byłych współpracowników co najmniej trzech ajentów przez problemy finansowe popełniło samobójstwo.
Joanna Jurkiewicz napisała książkę Dekada ajentów. System agencyjny spółki Żabka Polska, opartą m.in. na wywiadach z ajentami. Książka nie została wydana, ponieważ autorka obawiała się ewentualnego procesu sądowego. W wywiadach tłumaczyła mechanizm działania sieci:

Sklep nie jest własnością ajenta. To tak, jakby pracownik etatowy w korporacji powiedział, że dostał od swojego szefa biurko i komputer. To jest przecież tylko jego miejsce pracy. Dokładnie tak samo wygląda to w Żabce. A to, że ajenci się do tego przywiązują i czują, jakby to był ich sklep, to jest zupełnie inna sprawa. W ten sposób sieć buduje lojalność ajentów. To przemyślany mechanizm psychologiczny i nie wiem, czy można się na niego nie złapać. Przecież trudno pracować od 6 do 23 przez siedem dni w tygodniu w sklepie, w którym nic nie jest twoje. Ajenci ulegają tej ułudzie, a kiedy przejrzą na oczy, motywacja spada im praktycznie do zera i chcą rezygnować.

W lutym 2020 ukazał się w „Gazecie Wyborczej” artykuł Adriany Rozwadowskiej, który potwierdzał dociekania Jurkiewicz. Właściciel Żabki, CVC Capital, po wydaniu artykułu Rozwadowskiej wywarł naciski na takie portale jak Fakt.pl oraz Money.pl, by nie cytowały artykułu i zagroził Rozwadowskiej pozwem sądowym.
18 stycznia 2019 prezes polskiego oddziału międzynarodowego funduszu CVC Capital Partners, właściciela firm Żabka Polska i PKP Energetyka Krzysztof Krawczyk podpisał list intencyjny o współpracy z Wyższą Szkołą Kultury Społecznej i Medialnej Tadeusza Rydzyka.
Zyskanie przez sklepy statusu placówek pocztowych, pozwalające na zgodne z prawem uniknięcie zakazu handlu w niedzielę, wywołało sprzeciw i oburzenie związku zawodowego Solidarność, inicjującego wprowadzenie takiego zakazu i uważającego to za celowe omijanie zakazu.
Działacz społeczny i publicysta Jan Śpiewak przeprowadził wywiad na platformie YouTube z byłą franczyzobiorczynią Żabki, w którym został skrytykowany m.in. model biznesowy sieci sklepów.
We wrześniu 2023 na portalu Onet ukazały się artykuły Anny Frydrychewicz, opisujące finansowe problemy ajentów sieci.
23 sierpnia 2023 roku, po wniesionej skardze Komisja Etyki Reklamy orzekła, że Żabka, oferując klientom w aplikacji Żappka promocję typu „1+1” oferując w cenie 1 zł kawę, hot doga lub gotową kanapkę przy zakupie wybranych paczek papierosów, złamała obowiązujący w Polsce zakaz promocji i reklamowania wyrobów tytoniowych, poprzez namawianie do zakupu tego typu produktów. Według Rady Reklamy, akcja stanowiła formę promocji wyrobów tytoniowych i była poważnym naruszeniem obowiązującego w Polsce prawa dotyczącego reklam.